# Olivia Gutu Ocampo
Olivia Carolina Gutu Ocampo (Puebla, México) es una científica especialista en el modelado y análisis de datos que participó como una de las creadoras de la plataforma para monitorear el COVID en Sonora.

## Trayectoria
Gutu es una profesora investigadora licenciada en Matemáticas por la Universidad de las Américas y Doctora en Ciencias Matemáticas por la Universidad Complutense de Madrid. Profesora-investigadora del Departamento de Matemáticas de la Universidad de Sonora, integrante del Sistema Nacional de Investigadores de Conacyt Nivel 1. 
Su área de especialización y de producción científica es el análisis no-lineal, específicamente la inversión global de funciones entre espacios de dimensión infinita. Desde el punto de vista de docencia trabaja en el área de Ciencias de la Computación, sus intereses son la computación teórica, tema del que cuenta con un libro de texto Primer curso en teoría de autómatas y lenguajes formales.
Otro de sus libros publicados es el Atlas de matrices y espacios vectoriales de dimensión finita.
Es integrante de la División de Ciencias de Datos del Departamento de Matemáticas de la UNISON y del Consejo Editorial de la revista Miscelánea Matemática perteneciente a la Asociación Matemática Mexicana. .

### Investigación
Como parte de sus labores de divulgación impartió la plática El principio variacional de Ekeland para demostrar teoremas de la función inversa, dentro del Instituto de Matemáticas de la UNAM. Dentro de su campo de estudios en el área de Matemáticas ha realizado investigación básica pura dentro del análisis y el análisis funcional de la Condición de Palais-Smale y teoremas de inversión global, publicado en revista científica.
En 2016, llevó a cabo una estadía en el Instituto de Matemática Interdisciplinar IMI en la Universidad Complutense de Madrid. En 2021, participó como ponente internacional dentro del Congreso Matemático de las Américas MCA 2021 con la sesión Global inversion for metrically regular mapping between Banach spaces.
Gutu Ocampo conforma el Comité del Premio Sotero Prieto que entrega la Sociedad Matemática Mexicana y el comité de becas del Encuentro de Mujeres Matemáticas Mexicanas realizado en San Luis Potosí en abril de 2018.

## Plataforma Monitoreo COVID
Olivia Gutu formó parte de la comunidad científica que creó la plataforma para monitorear el COVID en el Estado de Sonora, el cual fue financiado por Conacyt. La mecánica de esta plataforma consiste en varios tipos de mapas donde determinan un radio de contagios, casos confirmados y así, por medio de un algoritmo, detectar el comportamiento de la enfermedad.  El objetivo de este mapa es que la ciudadanía identifique la propagación del virus de manera comunitaria, lo que significa que al salir a la calle es probable adquirir la infección del Covid-19 y este mapa a través de una geocodificación con círculos de colores, detecta a los pacientes con el virus activo.
“Después se saca una matriz de distancia y después un algoritmo donde se encuentran los clústeres que tiene una particularidad que es que cada individuo dista a lo más de un kilómetro, después se les asigna color en función de la proporción de elementos que contenga en cada círculo”.
Olivia Gutu